# العلاقات الأندورية الأوكرانية
العلاقات الأندورية الأوكرانية هي العلاقات الثنائية التي تجمع بين أندورا وأوكرانيا.

## مقارنة بين البلدين
هذه مقارنة عامة ومرجعية للدولتين:
| وجه المقارنة                                              | أندورا                                                     | أوكرانيا                                   |
| --------------------------------------------------------- | ---------------------------------------------------------- | ------------------------------------------ |
| المساحة (كم2)                                             | 468                                                        | 603.63 ألف                                 |
| عدد السكان (نسمة)                                         | 76.18 ألف                                                  | 45.55 مليون                                |
| الكثافة السكانية (ن./كم²)                                 | 16.28 ألف                                                  | 75.46                                      |
| العاصمة                                                   | أندورا لا فيلا                                             | كييف                                       |
| اللغة الرسمية                                             | اللغة الكتالونية                                           | اللغة الأوكرانية                           |
| العملة                                                    | يورو                                                       | هريفنا أوكرانية، كاربوفانيتس، روبل سوفييتي |
| الناتج المحلي الإجمالي (بليون دولار)                      | 3.01 مليار                                                 | 112.15 مليار                               |
| الناتج المحلي الإجمالي (تعادل القوة الشرائية) بليون دولار |                                                            | 352.98 مليار                               |
| الناتج المحلي الإجمالي الاسمي للفرد دولار أمريكي          |                                                            | 2.11 ألف                                   |
| الناتج المحلي الإجمالي للفرد دولار أمريكي                 |                                                            | 8.66 ألف                                   |
| مؤشر التنمية البشرية                                      | 0.858                                                      | 0.747                                      |
| رمز المكالمات الدولي                                      | +376                                                       | +380                                       |
| رمز الإنترنت                                              | .ad                                                        | .ua، .укр ‏                                 |
| المنطقة الزمنية                                           | ت ع م+01:00، توقيت وسط أوروبا، ت ع م+02:00، أوروبا/أندورا ‏ | ت ع م+02:00، ت ع م+03:00، توقيت شرق أوروبا |

## منظمات دولية مشتركة
يشترك البلدان في عضوية مجموعة من المنظمات الدولية، منها:
| علم المنظمة | اسم المنظمة                    | تاريخ انضمام أندورا | تاريخ انضمام أوكرانيا |
| ----------- | ------------------------------ | ------------------- | --------------------- |
|             | الاتحاد الدولي للاتصالات       | 12 نوفمبر 1993      | 7 مايو 1947           |
|             | منظمة حظر الأسلحة الكيميائية   | ?                   | ?                     |
|             | يونسكو                         | 20 أكتوبر 1993      | 12 مايو 1954          |
|             | مجلس أوروبا                    | ?                   | 9 نوفمبر 1995         |
|             | الأمم المتحدة                  | 28 يوليو 1993       | 24 أكتوبر 1945        |
|             | منظمة الشرطة الجنائية الدولية  | ?                   | ?                     |
|             | منظمة الأمن والتعاون في أوروبا | 25 أبريل 1996       | 30 يناير 1992         |

## وصلات خارجية
- موقع وزارة الخارجية الأندورية
- موقع وزارة الخارجية الأوكرانية